# Holčovice
Holčovice (németül: Hillersdorf) község Csehországban, a Morva-sziléziai kerület Bruntáli járásában. Holčovice Město Albrechtice, Vrbno pod Pradědem, Heřmanovice, Hošťálkovy és Karlovice településekkel határos. Lakosainak száma 721 fő (2024. január 1.).

## Földrajz
Holčovice geomorfológiailag Csehország felvidékén, a Keleti-Szudéták vonulatán helyezkedik el, a Jeszenik-hegységben. A legmagasabb pont a Heřmanovice határában fekvő Jedlová (875/874 m tengerszint feletti magasság).
Holčovice az Odera, illetve az Opava vízgyűjtő területéhez tartozik. A falu fő vízfolyása az Opavice, mely nyugatról keletre folyik át a falun. Több kisebb patak folyik bele, például a Ptáčník, a Tisová és a Dolnoholčovický patakok jobbról, a Komorský patak pedig balról.
A község területének 31 százaléka mezőgazdasági földterület (1,5% szántó, 28% rét és legelő), 62,5%-a erdő és 6,5% beépített, illetve egyéb (pl. ipari) hasznosítású terület.

## Településrészek
| csehül     | németül     | lengyelül  |
| ---------- | ----------- | ---------- |
| Holčovice  | Hillersdorf | Holczowice |
| Dlouhá Ves | Langendorf  | Długa Wieś |
| Hejnov     | Heindorf    | Heinów     |
| Jelení     | Hirschberg  | Jelenie    |
| Komora     | Kammer      | -          |
| Spálené    | Kuttelberg  | -          |

## Történelem
A település alapításának időpontja pontosan nem ismert, első írásos említése egy 1377. április 18-ai keltezésű dokumentumban található, mely az Opavai Fejedelemség felosztásáról szól Miklós herceg halála után. A fejedelemség egyik része a Luttendorff nevet viseli, mely a kutatók szerint Holčovice akkori elnevezése. A falu a XV. század második felében elnéptelenedett és az 1550-es években újból betelepült. Az új alapító okiratot Albrecht Sup von Füllstein állította ki 1558. Mindenszentek napja utáni szerdán. Az első - örökösödési joggal is rendelkező - polgármester Kryštov Lampert volt 1559-től.
A falu és a hozzá tartozó birtok többször cserélt gazdát, miközben szépen fejlődött. Malmot már 1556-ban épített Simon Mayer, ami 1919-ig létezett. 1604-től állt fából készült evangélikus temploma. 1783-ban szentelték fel kőből épült evangélikus templomát, melynek harangja 1607-ből, a korábbi fatemplomból való. 1784-ben átadták evangélikus iskoláját. 1774-ben épült meg a település első római katolikus temploma, Szűz Mária Szeplőtelen Fogantatásának szentelve. Csendőrállomás 1879-től volt, körzeti orvos 1889-től működött a településen. 1892-ben nyitotta meg kapuit a J. Stefanitsch Hidroterápiás Intézet és az itt alkalmazott eljárások az Ernst Hoffmann fürdő révén váltak ismertté.
A községnek 1691-ben már 690 lakosa volt, melyből 193 katolikus, 497 evangélikus vallású volt. 1932-ben, akkor már a Csehszlovákia részeként 1338 lakost számlált.
A település 1938 és 1945 között a Nagynémet Birodalom Jägerndorf megyéjéhez tartozott. A falut 1945. május 5-én reggel egy puskalövés nélkül felszabadították az előrenyomuló Vörös Hadsereg alakulatai. A német lakosság javait az 1945. évi Beneš-dekrétumok alapján kisajátították, majd őket 1946 szeptemberében kitelepítették. Helyükre cseh állampolgárokat telepítettek be, de a lakosság száma a háború előttinek a harmadát sem érte el. Sok ház üresen maradt, melyek közül 330-at az 1950-es években bontottak le. 1951-ben Horní Holčovice, azaz Ober-Hillersdorf településrész néhány házában alkohol rehabilitációs intézetet hoztak létre, az opavai pchichiátria önálló részlegeként.
Az evangélikus templomot 1974-ben lebontották. Új lakásokat csak az 1970-es években kezdtek építeni. A lakosok a helyi állami gazdaságban, az erdészetnél, a fűrészüzemben és a Zlaté Opavici gyógyszállóban tudtak dolgozni helyben, illetve a működő buszjárat révén a környező nagyobb településeken. Az 1989-es novemberi ún. bársonyos forradalom után a helyi vállalatok tevékenysége fokozatosan hanyatlott és leállt, mely az életszínvonal fokozatos romlását, a munkanélküliség emelkedését hozta.
1997. július 6-án, vasárnap este, hosszan tartó esőzések után, árvíz sújtotta a térséget. A megáradt folyócska kilenc épületet rombolt le, 15-öt megrongált, többet pedig ablakig elárasztott. Elsodort 11 gyaloghidat és több helyen elmosta a főutat is. Az okozott kár mintegy 120 millió cseh korona lett és 8 házat kellett lebontani. Ehhez hasonló katasztrófa már nem először történt a múltban, így például a XX. század elején, 1903-ben is volt egy, szintén július elején.

## Népesség
A település lakosságának változását az alábbi diagram mutatja:
| Lakosok száma | 5751 | 4941 | 3733 | 886  | 856  | 746  | 709  | 718  | 704  | 721  |
|               | 1869 | 1890 | 1921 | 1950 | 1980 | 2001 | 2017 | 2019 | 2022 | 2024 |

## Híres helybeliek
- Stromszky Ferenc Sámuel (1792-1861), evangélikus lelkész, püspök
- Eduard Mücke (1813–1882), evangélikus pap, teológus
- Karl Türk (1840–1908), politikus, író, az osztrák Birodalmi Tanács tagja, országgyűlési képviselő
- Dobroslav St. Novak (1884–1919), evangélikus pap
- Ernst Erich Metzner (1938-), német nyelvész, középkorkutató történész

## Fordítás
- Ez a szócikk részben vagy egészben  a   Holčovice című cseh Wikipédia-szócikk fordításán alapul.  Az eredeti cikk szerkesztőit annak laptörténete sorolja fel. Ez a jelzés csupán a megfogalmazás eredetét és a szerzői jogokat jelzi, nem szolgál a cikkben szereplő információk forrásmegjelöléseként.
- Ez a szócikk részben vagy egészben  a   Holčovice című német Wikipédia-szócikk fordításán alapul.  Az eredeti cikk szerkesztőit annak laptörténete sorolja fel. Ez a jelzés csupán a megfogalmazás eredetét és a szerzői jogokat jelzi, nem szolgál a cikkben szereplő információk forrásmegjelöléseként.